# Abborrtärnan
Abborrtärnan är en sjö i Gävle kommun i Gästrikland och ingår i Gavleån-Dalälvens kustområde. I Abborrtärnan går det inte någon fisk. Däremot går det fisk i Älgsjön som är näst intill Abborrtärnan. 